# Atheta amblystegii
Atheta amblystegii är en skalbaggsart som beskrevs av Lars Zakarias Brundin 1952. Atheta amblystegii ingår i släktet Atheta, och familjen kortvingar. Arten är reproducerande i Sverige.